# Actors’ Equity Association
Die Actors’ Equity Association (AEA), auch bekannt als Actors’ Equity oder kurz Equity, ist die Gewerkschaft der US-amerikanischen Theaterschauspieler und Bühnenmanager. Sie setzt sich für angemessene Lebensbedingungen, existenzsichernde Löhne und Sozialleistungen ein. Die AEA ist Mitglied der AFL–CIO sowie Gründungsmitglied der „Four A’s“ (Association of Actors and Artistes of America), einer Dachorganisation der Künstlergewerkschaften. Die AEA ist zudem Mitglied der International Federation of Actors (FIA) und kooperiert mit internationalen Partnern wie Equity im Vereinigten Königreich, der Canadian Actors’ Equity Association (CAEA) in Kanada und der ehemaligen australischen Schauspielergewerkschaft Actors Equity of Australia.
Seit 2002 hat die Gewerkschaft ihren Hauptsitz im „Equity Building“ in der 165 West 46th Street, Manhattan, in unmittelbarer Nähe zum Times Square und dem Theaterdistrikt in Midtown. In Großstädten wie Chicago, Los Angeles, San Francisco und Orlando gibt es regionale Büros oder Vertretungen. Im Jahr 2023 vertrat die AEA rund 51.000 Mitglieder. Seit der COVID-19-Pandemie verzeichnete die Organisation allerdings einen Mitgliederrückgang von etwa zwanzig Prozent. Rund ein Viertel der Mitglieder leben in New York City.
Darsteller, die in Produktionen ohne durchgehende Handlung mitwirken, beispielsweise im Vaudevilletheater, im Kabarett oder in artistischen Zirkusaufführungen, können sich durch die American Guild of Variety Artists (AGVA) als Teil der Association of Actors and Artistes of America vertreten lassen. Theaterproduktion und Musicals, die nicht von AEA-Mitgliedern produziert oder aufgeführt werden, werden dabei als „Non-Equity-Aufführungen“ bezeichnet.

## Geschichte
Bereits 1896 wurde die erste Schauspielergewerkschaft durch die American Federation of Labor anerkannt, mit dem Ziel, einen Mindestlohn für bis dahin oft ausgebeutete Schauspieler einzuführen. Am 13. Januar 1913 scheiterte jedoch die Gewerkschaftscharta. In der Folge hielten einige einflussreiche Schauspieler – bekannt als „The Players“ – geheime Organisationstreffen in Edwin Booths Clubhaus am Gramercy Park ab. Eine Bronzetafel erinnert heute an den Raum, in dem „The Players“ sich trafen. Zu den Mitgliedern gehörte Francis Wilson und Frank Gillmore, der von 1918 bis 1929 geschäftsführender Sekretär der Actors’ Equity war und von 1929 bis 1937 als Präsident amtierte.
Erste offizielle Versammlungen fanden ab dem 18. Mai 1913 im Pabst Grand Circle Hotel statt, organisiert von 112 professionellen Theaterschauspielern. Ziel war es, wieder faire Arbeitsbedingungen für Bühnenschauspieler zu schaffen. Die Actors’ Equity Association wurde schließlich am 26. Mai 1913 in New York City gegründet. Mit Verabschiedung der Satzung wurde Francis Wilson zum ersten Präsidenten gewählt.

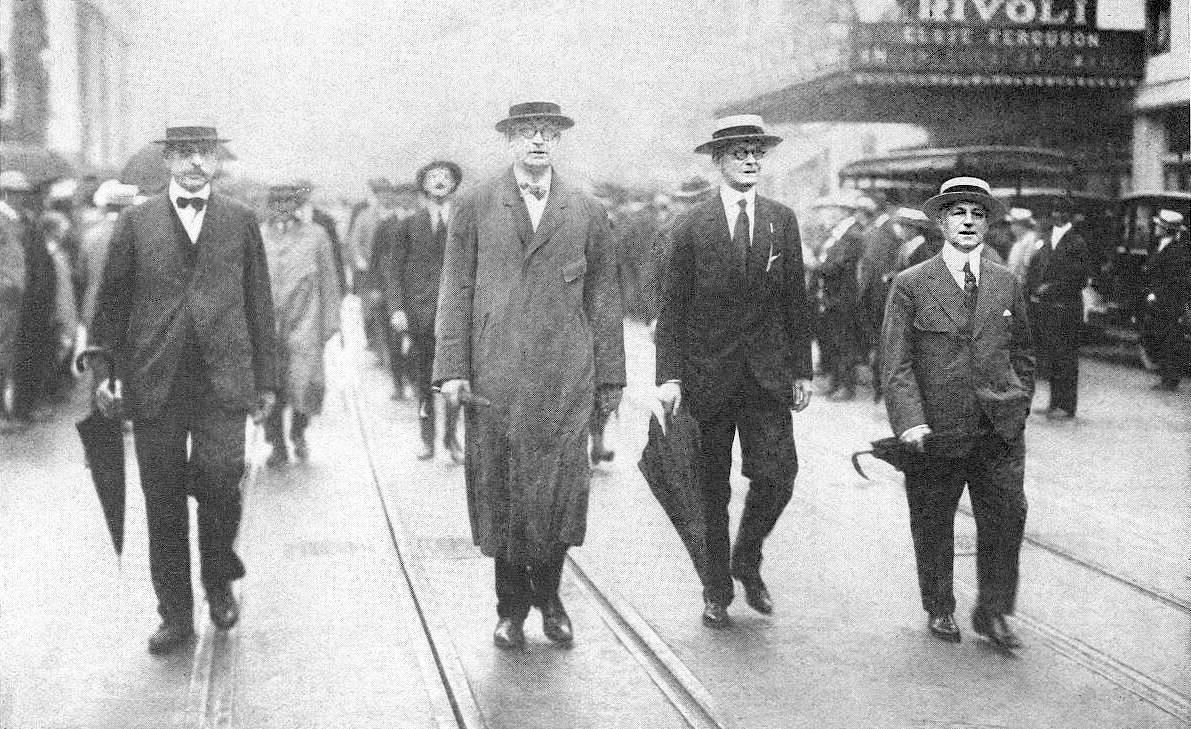
Die Vorsitzenden der Actors’ Equity Association: John Cope, Grant Steward, Frank Gilmore und Francis Wilson (1919). Im Hintergrund die Premiere von Eyes of the Soul im Rivoli.

1919 trat Actors’ Equity der American Federation of Labor bei und rief einen Streik am Broadway aus, um als Gewerkschaft anerkannt zu werden. Die AEA forderte standardisierte Verträge, Bezahlung für Proben und allgemein bessere Arbeitsbedingungen. Der Streik begann am 7. August 1919 mit der Schließung von zwölf Produktionen. Innerhalb von vier Wochen schlossen sich 37 weitere Theater an. Der Streik endete erfolgreich am 6. September 1919 mit der Anerkennung der AEA als Verhandlungspartner sowie verbesserten Vertragsbedingungen. Der Streik beendete die Vorherrschaft der „Producing Managers’ Association“, zu der auch Theaterbesitzer und Produzenten wie Abe Erlanger und sein Partner Mark Klaw gehörten. Die Mitgliederzahl stieg während des Streiks von weniger als 3.000 auf etwa 14.000 Mitglieder. Die „Chorus Equity Association“, die 1955 mit Actors’ Equity fusionierte, wurde ebenfalls während des Streiks gegründet.
Der „Actors Equality Strike“ war eine Reihe von Arbeitsniederlegungen, die 1927 in lokalen Theatern in Los Angeles begann und sich schnell auf die Filmbranche ausweitete. Während der landesweiten Arbeitsniederlegungen begann die Academy of Motion Picture Arts and Sciences Verträge an freischaffende Filmschauspieler zu vergeben, was bei Hollywoods Schauspielern und Schauspielerinnen die Sorge auslöste, ihre Arbeitsplätze zu verlieren. Die Theaterstreiks in Verbindung mit diesen freiberuflichen Verträgen führten dazu, dass Schauspieler und Bühnenarbeiter für bessere Arbeitsbedingungen und Bezahlung streikten.
Im Vorfeld des Streiks von Schauspielern und Produzenten im Jahr 1929 kam es in Hollywood und ganz Kalifornien zu einer Reihe von Kämpfen um Gleichberechtigung der Arbeiter, die die Filmindustrie direkt beeinflussten. Die Filme The Passaic Textile Strike (1926), The Miners’ Strike (1928) und The Gastonia Textile Strike (1929) gaben Publikum und Produzenten Einblicke in die Wirkung und Erfolge von Gewerkschaften und Streikbewegungen. Diese Filme unterschieden sich dadurch, dass sie aktuelle Dokumentationen waren und keine für das Glamour-Kino produzierten Melodramen.
Frank Gillmore, der damalige Vorsitzende und Schatzmeister der Actor’s Equity Association, erkannte, dass er mehrere Gewerkschaften im ganzen Land benötigen würde, um eine Veränderung nicht nur in der angemessenen Vertretung und Bezahlung, sondern auch in der Fähigkeit der Schauspieler zu erreichen, über Verträge mit Filmstudios weltweit zu verhandeln. Ab dem 5. Juni 1929 nahm Gillmore an mehreren Treffen in New York mit den Leitern des Broadway teil. Nach dem Treffen informierte er die AEA, dass Auftritte in Ton- und Sprechfilmen bis zum Ergebnis der Gespräche mit der internationalen Studio Crafts Union ausgesetzt seien. Am 20. Juli 1929 errang die AEA ihren ersten Sieg, der Produzenten und Schauspielern eine Grundlage im Kampf für Gleichberechtigung bot. Über einen Zeitraum von 30 Tagen – bis zum 20. August 1929 – kämpfte Gillmore darum, der AEA das Recht zu verschaffen, alle Schauspieler, Produzenten, Radiopersönlichkeiten, Vaudeville-Darsteller und Agenten im Land zu vertreten.
Aufgrund der Verhandlungen und der Aussetzung von Verträgen durch die AEA waren die Studios verzweifelt auf Schauspieler angewiesen, um die stark zurückgegangene Produktion zu beschleunigen. Die New York Times schrieb: „Es wurde darauf hingewiesen, dass während der Geltung der Gleichheitsregelungen etwa 2000 Filmverträge, mit einem Gesamtwert von angeblich 500.000 US-Dollar, Schauspielern in New York angeboten wurden.“ Jeder Schauspieler, der einen nicht von der AEA genehmigten Vertrag abschloss, wurde aus der Gewerkschaft ausgeschlossen und musste nach Abschluss der Verhandlungen einen neuen Aufnahmeantrag stellen.
Im Dezember 1929 verhandelte die AEA über Bedingungen zur Neugestaltung der Filmbranche unter besseren Arbeitsbedingungen. Ende Dezember des Jahres reichten Theaterbesitzer und nicht vertretene Produzenten mehrere Klagen ein, um Schadenersatz wegen der Vertragsverweigerung durch die AEA zu fordern: „Die Kläger beantragen nicht nur eine einstweilige Verfügung gegen die Beklagten bis zur Verhandlung eines Antrags auf dauerhafte Verfügung, sondern fordern auch Schadenersatz in Höhe von 100.000 US-Dollar.“

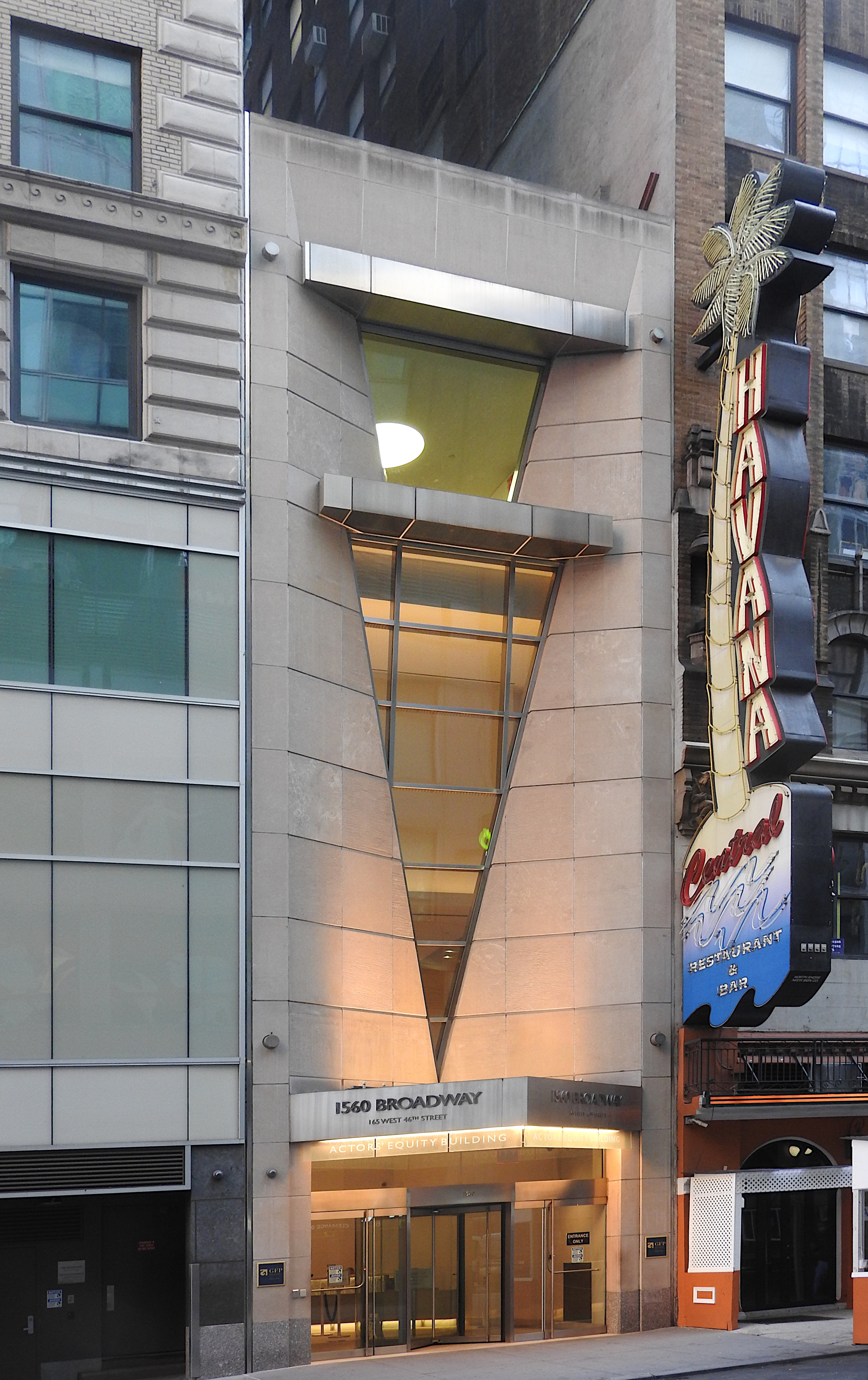
Actors’ Equity Building, New York (2021)

Die AEA erlaubte in den folgenden Jahren, nur eine geringe Anzahl von Verträgen auszuhandeln. Im Jahr 1933 wurde die Screen Actors Guild gegründet, die die Rolle der AEA als Hauptvertretung für Filmschauspieler und Produzenten übernahm. Dadurch konnte sich die AEA auf Liveproduktionen wie Theateraufführungen konzentrieren, während sich die Screen Actors Guild auf Filmproduktionen und nicht geskriptete Liveauftritte wie Minstrelshows, Vaudeville und Live-Radiosendungen spezialisierte.
In den 1940er-Jahren sprach sich die AEA, als Teil der Bürgerrechtsbewegung, gegen Rassentrennung aus und untersagte 1947 segregierte Theateraufführungen. Als Schauspieler während der McCarthy-Ära in den 1950er-Jahren ihre Arbeitsplätze verloren und auf Hollywoods Schwarze Liste kamen, verweigerte die AEA ihre Beteiligung. Obwohl die Satzung den Mitgliedern das Recht garantierte, die Zusammenarbeit mit Kommunisten oder Mitgliedern kommunistischer Tarnorganisationen zu verweigern, schloss die AEA keine Mitglieder aus. Bei einer Zeremonie im Jahr 1997 zum 50. Jahrestag entschuldigte sich Richard Masur, damaliger Präsident der Screen Actors Guild, für die Beteiligung seiner Organisation mit den Worten: „Nur unsere Schwestergewerkschaft, die Actors’ Equity Association, hatte den Mut, hinter ihren Mitgliedern zu stehen und ihnen zu helfen, ihr kreatives Leben im Theater fortzusetzen. Dafür ehren wir die Actors’ Equity heute Abend.“
Im Jahr 1955 trat die AEA der AFL-CIO bei. Actors’ Equity vertrat bis 1959 auch Regisseure und Choreografen, als sich diese abspalteten und eine eigene Gewerkschaft gründeten.
1960 erstritt die AEA gemeinsam mit der Screen Actors Guild (SAG) eine Beteiligung an den Einnahmen aus Wiederholungen sowie aus Kinovorführungen ehemaliger Fernsehproduktionen, auch Restevergütung genannt.
Sie spielte in den 1960er-Jahren auch eine Rolle bei der Erschließung öffentlicher Fördermittel für die Kunst, einschließlich der Gründung des National Endowment for the Arts (NEA), und kämpfte gegen die Zerstörung historischer Broadway-Theater in New York City.
Der 1972 eingeführte Equity Waiver Plan wurde entwickelt, um kleine Theater in Los Angeles zu unterstützen, indem er es nicht-gewerkschaftlich organisierten Schauspielern erlaubte, in Spielstätten mit 99 oder weniger Sitzplätzen aufzutreten. Dabei wurden niedrigere Gagen und flexible Produktionsbedingungen angeboten. Anfangs erhielten Schauspieler zwischen 5 und 14 US-Dollar pro Vorstellung, wobei Produktionen mit mehr als 80 Vorstellungen verpflichtet waren, einen passenden Gewerkschaftsvertrag anzunehmen. Der Plan förderte das Wachstum kleiner Theater und beflügelte künstlerische Leistungen in der Region. Bis zum Jahr 2000 verlagerte die AEA jedoch den Fokus von den Einnahmen an der Abendkasse hin zur Größe des Theaters, um die Zahlungen während der ersten 12 Wochen einer Produktion zu bestimmen. Eine Umfrage im Jahr 2014 zeigte eine Unzufriedenheit unter den Mitgliedern, von denen viele das Gefühl hatten, dass der Plan Produzenten gegenüber Schauspielern bevorzugte. Trotz dieser Kritikpunkte half der Plan vielen kleinen Theatern, sich zu mittelgroßen Betrieben mit höheren Löhnen zu entwickeln.
In den 1980er-Jahren war die AEA die erste US-amerikanische Gewerkschaft, die sich aktiv im Kampf gegen AIDS engagierte. Sie spielte eine wichtige Rolle bei der Anerkennung der Auswirkungen der AIDS-Epidemie auf die Theaterwelt und war Mitbegründerin von „Broadway Cares/Equity Fights AIDS“. Im Jahr 2002 bezog die Gewerkschaft ihren neuen Hauptsitz im Actors’ Equity Building 165 W46 in der Nähe des Times Square.
Neben den historischen Streiks in den 1920er- und 1930er-Jahren gab es weitere bedeutende Arbeitskämpfe: so 2007 die Unterstützung des Broadway-Streiks der Bühnenarbeiter, 2021 Tarifverhandlungen nach der Corona-Pandemie und 2023 die Teilnahme an gewerkschaftlichen Solidaritätsaktionen mit der Writers Guild of America sowie SAG-AFTRA.
Im Jahr 2021 führte die Actors’ Equity Association eine „Open Access“-Mitgliedschaftsregelung ein, wonach „jede Theaterfachkraft, die nachweisen kann, dass sie innerhalb der geografischen Zuständigkeit von Equity professionell als Schauspieler oder Bühnenmanager gearbeitet hat“, der Gewerkschaft beitreten kann. Dadurch wurde die Mitgliedschaft auch für Theaterfachkräfte geöffnet, die zuvor bei Arbeitgebern tätig waren, die nicht der Gewerkschaft angehörten. Theaterbeschäftigte müssen nach der neuen Regelung eine Kopie ihres Vertrags und einen Zahlungsnachweis vorlegen. Diese Regelung wurde im Jahr 2023 dauerhaft in die Satzung übernommen. Bis dahin konnten Schauspieler über das Equity Membership Candidate Program (EMCP) Punkte sammeln, um später vollwertige Mitglieder zu werden: Für jeden qualifizierten Arbeitsmonat bei einem teilnehmenden Theater erhielten sie Punkte und eine Aufnahme erfolgte auf Antrag ab 25 erreichten Punkten.
Neben dem „Open Access“-Modell können Theaterfachkräfte auch beitreten, indem sie unter einem Vertrag der AEA angestellt werden oder Mitglied einer der Schwestergewerkschaften, den sogenannten „Four A’s“, sind: AFTRA, American Guild of Musical Artists, American Guild of Variety Artists oder Guild of Italian American Actors. Antragsteller, wie Varietékünstler oder Musicaldarsteller, müssen seit mindestens einem Jahr Mitglied der jeweiligen Schwestergewerkschaft sein und weitere Kriterien erfüllen.

### Actors’ Equity Foundation
Im Jahr 1961 tätigte der damals stellvertretende Geschäftsführer der Actors’ Equity Association und damalige Präsident der Association of Actors and Artistes of America, Paul Dullzell, eine Spende an die Gewerkschaft, die für das Wohlergehen von Schauspielern verwendet werden sollte. Da die Gewerkschaft jedoch keine steuerlich absetzbare Wohltätigkeitsspende akzeptieren konnte, wurde die Actors’ Equity Foundation ins Leben gerufen.
Die Stiftung fungiert als unabhängige, gemeinnützige 501(c)-Organisation nach US-amerikanischem Recht.

## Verträge
Die AEA schließt über 30 verschiedene Vertragstypen für ihre Mitglieder ab, die jeweils mit unterschiedlichen Regeln verbunden sind. Jede Vertragsart bezieht sich auf eine bestimmte Art von Theaterbühne oder Produktionsform. AEA-Schauspieler und -Bühnenmanager dürfen nicht in nicht gewerkschaftlich organisierten Häusern arbeiten oder an deren Produktionen teilnehmen, für die innerhalb des Zuständigkeitsbereichs der AEA keine Equity-Vereinbarung unterzeichnet wurde. Gastspielverträge für ausländische Künstler werden auf Gegenseitigkeit abgeschlossen.
- Broadway-Verträge: Verträge die am Broadway in New York City gelten
- Off-Broadway-Verträge: Verträge die am Off-Broadway in New York gelten
- LoA (Letters of Agreement)
- LORT (League of Resident Theatres)
- CORST (Council of Resident Stock Theatres)
- COST (Council of Stock Theatres)
- SPT (Small Professional Theatres)
- TYA (Theatre for Young Audiences)
- SETA (Short Engagement Touring Agreement): Verträge kurzer Laufzeit für Tourneetheater
- Workshop-Verträge: Verträge begrenzter Laufzeit für Theater-Workshops
- Studentenproduktionen (unter bestimmten Auflagen)
- Gastkünstler: Gastspielverträge und Verträge auf Gegenseitigkeit für ausländische Künstler

## Präsidenten
Seit der Gründung im Jahr 1913 hatte die Gewerkschaft insgesamt 19 Präsidenten und Präsidentinnen. Im Jahr 1924 übernahm der US-amerikanische Schauspieler Ralph Morgan vom 17. Juni bis 12. August des Jahres interimsweise die Geschäftsführung. Aktuell amtierende Präsidentin ist die Schauspielerin Brooke Shields, die das Amt im Jahr 2024 von Katherine Shindle übernahm.
- 1913–1920: Francis Wilson
- 1920–1928: John Emerson
- 1924: Ralph Morgan (interimsweise)
- 1928–1937: Frank Gillmore
- 1937–1938: Burgess Meredith
- 1938–1940: Arthur Byron
- 1940–1946: Bert Lytell
- 1946–1952: Clarence Derwent
- 1952–1964: Ralph Bellamy
- 1964–1973: Frederick O’Neal
- 1973–1982: Theodore Bikel
- 1982–1985: Ellen Burstyn
- 1985–1991: Colleen Dewhurst
- 1991–2000: Ron Silver
- 2000–2006: Patrick Quinn († 2006)
- 2006–2009: Mark Zimmerman
- 2009–2010: Paige Price
- 2010–2015: Nick Wyman
- 2015–2024: Katherine Shindle
- seit 2024: Brooke Shields[24]